# 페퍼나무
페퍼나무(영어: pepper tree, 학명: Schinus molle 스키누스 몰레[*])는 옻나무과의 상록 활엽수이다.

## 분포
남아메리카에 분포한다. 원산지는 볼리비아, 브라질, 아르헨티나, 에콰도르, 우루과이, 칠레, 파라과이, 페루이다.

## 이용

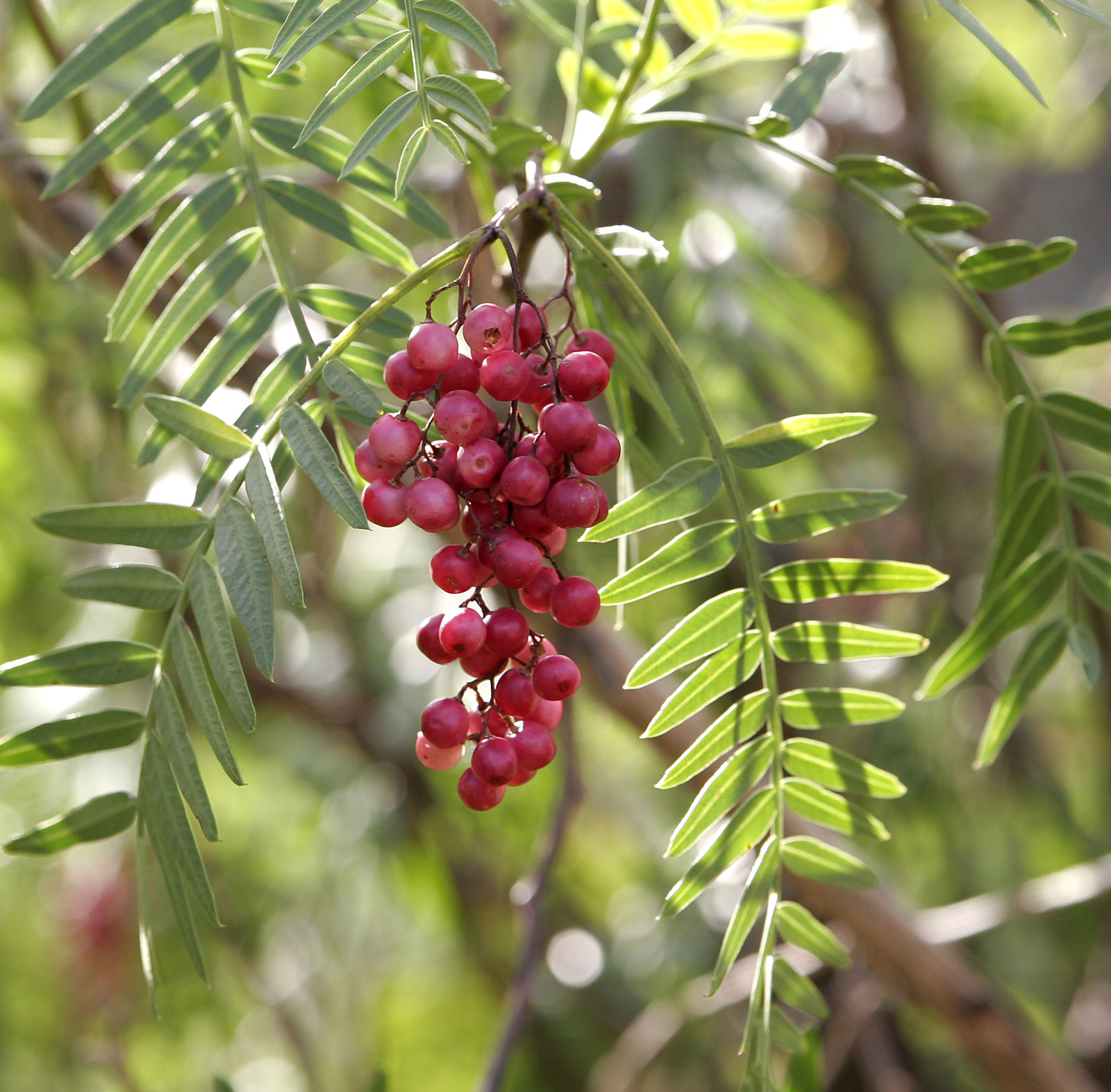
열매